# Paul Richards
Paul William Richards (Scranton, 20 de maio de 1964) é um astronauta norte-americano.
Engenheiro mecânico da Marinha dos Estados Unidos, foi selecionado pela NASA em 1996 para o curso de treinamento de astronauta, se apresentando no Centro Espacial Lyndon B. Johnson em agosto de 1996. Após o treinamento de dois anos, foi qualificado para voo espacial como especialista de missão.
Suas primeiras atividades na NASA foram no departamento de computação da agência espacial, trabalhando no desenvolvimento de softwares para a Estação Espacial Internacional e para o ônibus espacial, seguindo-se a funções no departamento de operações do ônibus espacial no setor de apoio a astronautas.
Foi ao espaço em março de 2001, como especialista de missão da nave Discovery, na missão STS-102 à ISS, que fez a troca de tripulantes da Expedição 1 pela Expedição 2 e levou novos componentes do módulo Leonardo à estação. Nesta missão, Richards acumulou 309 horas no espaço e seis horas de atividades extraveiculares.
Escalado como tripulante reserva da Expedição 7, que aconteceria em abril de 2003, não chegou mais a voar, desligando-se antes da NASA, em fevereiro de 2002, para trabalhar na iniciativa privada.